# Daniel Frank Austin
Daniel Frank Austin (Paducah, Kentucky, 18 de mayo de 1943 - Tucson, 20 de enero de 2015) fue un botánico y profesor estadounidense .

## Biografía
Austin estudia Biología en la Murray State University obteniendo su título en 1966 de Bachillerato. Y en 1969 su Ms.Sc. y el Doctorado en 1970 mientras trabaja en la Washington University, y posteriormente en el Missouri Botanical Garden. Su defensa de tesis fue una Disertación sobre „A Monograph of the American Erycibeae (Convolvulaceae): Maripa, Dicranostyles, Lysiostyles“. Trabaja luego en el Departamento de Ciencias Vegetales de la Universidad de Arizona y en el Museo de Desiertos de Arizona-Sonora, en los Institutos de Zonas Áridas, en el Departamento de Ciencias Biológicas de la Florida International University, y en el Fairchild Tropical Garden. Llegó hasta Profesor Emérito de la Florida Atlantic University en Boca Ratón.

## Investigaciones
Desde 1970 se ha especializado en la familia Convolvulaceae, con especial énfasis en las de América, y en el género Ipomoea. Y también trabaja en la Evobiología, Etnobotánica, y las especies en riesgo por destrucción de hábitat.

## Publicaciones
Ha publicado 35 libros y capítulos específicos, es coautor de 100 artículos científicos y más de 60 de popularización. Su libro Florida Ethnobotany (909 pp.) obtuvo en 2005 el "Galardón „Mary W. Klinger“; y en 2006 la "7ª Medalla Anual de Literatura del „Council on Botanical & Horticultural Libraries“.

### Otras publicaciones
- daniel frank Austin. 2010. Baboquivari mountain plants: identification, ecology, and ethnobotany. Edición ilustrada de Univ. of Arizona Press, 333 pp. ISBN 0816528373 en línea

- ------------------------------. 2006. Noteworthy distributions and additions in southwestern Convolvulceae. Editor Vascular Plant Herbarium, Arizona State Univ. 106 pp.

- ------------------------------. 2003. Flatwoods plant guide: a pocket guide to the common plants of southern Florida's pine flatwoods community. Editor Gumbo Limbo Nature Center, 112 pp.

- ------------------------------. 1987. The Florida of John Kunkel Small: his species and types, collecting localities, bibliography, and selected reprinted works. Volumen 18 de Contributions from the New York Botanical Garden. Editor New York Botanical Garden, 160 pp. ISBN 089327318X

- ------------------------------. 1970. A monograph of the American Erycibeae (Convolvulaceae); Maripa, dicranostyles, and Lysiostyles. Editor Washington Univ. 1.292 pp.

- La abreviatura «D.F.Austin» se emplea para indicar a Daniel Frank Austin como autoridad en la descripción y clasificación científica de los vegetales.[2]

## Fuente
- 1984. Robert Zander, Fritz Encke, Günther Buchheim, Siegmund Seybold (eds.) Handwörterbuch der Pflanzennamen. 13. Auflage. Ulmer Verlag, Stuttgart, ISBN 3-8001-5042-5